# Reschofsky Sándor
Reschofsky Sándor, eredetileg Reschofsky Dávid (Temesvár, 1887. február 15 – Budapest, Terézváros, 1972. április 2.) zeneszerző, zongoraművész, főiskolai tanár.

## Életútja
Reschofszky Mór (1843–1929) és Lőwinger Róza (1855–1933) fia. Tanulmányait a budapesti Zeneakadémián Szendy Árpádnál és Koessler Jánosnál végezte. 1926-tól zongoratanár volt a Fodor Zeneiskolában. 1913-ban kiadott Zongoraiskoláját a Rózsavölgyi és Társa zeneműkiadó felkérésére Bartók Bélával közösen írta: ő a technikai tanulmányok és gyakorlatok rész szerzője volt, míg Bartók 48 kis előadási darabot komponált. Két zenegyűjteménye is megjelent Kezdők zongoramuzsikája (Budapest, 1929) és a Zongorázó ifjúság címmel. Művei dalok, kamaraművek hárfára és vonósegyüttesre, valamint hárfára és fúvósegyüttesre. A Kleopátra és a Keleti álom című operáinak a szövegét is saját maga írta. A második világháború alatt a Goldmark Zeneiskola tanára volt. 1946 és 1958 között a Zeneművészeti Főiskolán volt zongoratanár.